# Pangarengan (Rajeg)
Pangarengan is een bestuurslaag in het regentschap Tangerang van de provincie Banten, Indonesië. Pangarengan telt 9122 inwoners (volkstelling 2010).